# Medalha e Prêmio Young
A Medalha e Prêmio Young é uma condecoração concedida em anos ímpares pelo Instituto de Física em memória de Thomas Young, a pesquisas destacadas no campo da óptica, incluindo a física na região não visível.

## Agraciados
- 1963 - Charles Hard Townes e Arthur Schawlow
- 1965 - André Maréchal
- 1967 - Dennis Gabor
- 1969 - Giuliano Toraldo di Francia
- 1971 - Charles Gorrie Wynne
- 1973 - Walter Thompson Welford
- 1975 - Daniel Joseph Bradley
- 1977 - Robert Clark Jones
- 1979 - Claude Cohen-Tannoudji
- 1981 - Nicholas John Phillips
- 1983 - James Morris Burch
- 1985 - John David Lawson
- 1987 - Rodney Loudon
- 1989 - Leonard Mandel
- 1991 - Parameswaran Hariharan
- 1993 - John Christopher Dainty
- 1995 - John Rarity e Paul Richard Tapster
- 1997 - Keith Burnett
- 1999 - Peter Knight
- 2001 - Stephen J Pennycook
- 2003 - Roy Sambles
- 2005 - Philip Russell
- 2007 - James Roy Taylor
- 2008 - Patrick Gill
- 2009 - Leslie Allen e Miles Padgett
- 2011 - Ian Walmsley
- 2013 - Jeremy Baumberg
- 2015 - Nikolay Zheludev
- 2017 - Kishan Dholakia
- 2019 - William Barnes